# Polyrhachis furcula
Polyrhachis furcula är en myrart som beskrevs av Carlo Emery 1911. Polyrhachis furcula ingår i släktet Polyrhachis och familjen myror. Inga underarter finns listade i Catalogue of Life.